# Tærø
Tærø  ist eine dänische Insel im Ulvsund zwischen den Inseln Sjælland (dt.: Seeland) und Møn. Die Insel hat eine Größe von 175 Hektar und ist unbewohnt.  Die Insel gehört zur Kirchspielsgemeinde (dän.: Sogn) Stensby Sogn, die bis 1970 zur Harde Bårse Herred im Præstø Amt gehörte, danach zur Langebæk Kommune im damaligen Storstrøms Amt, die mit der Kommunalreform zum 1. Januar 2007 in der Vordingborg Kommune in der Region Sjælland aufgegangen ist.

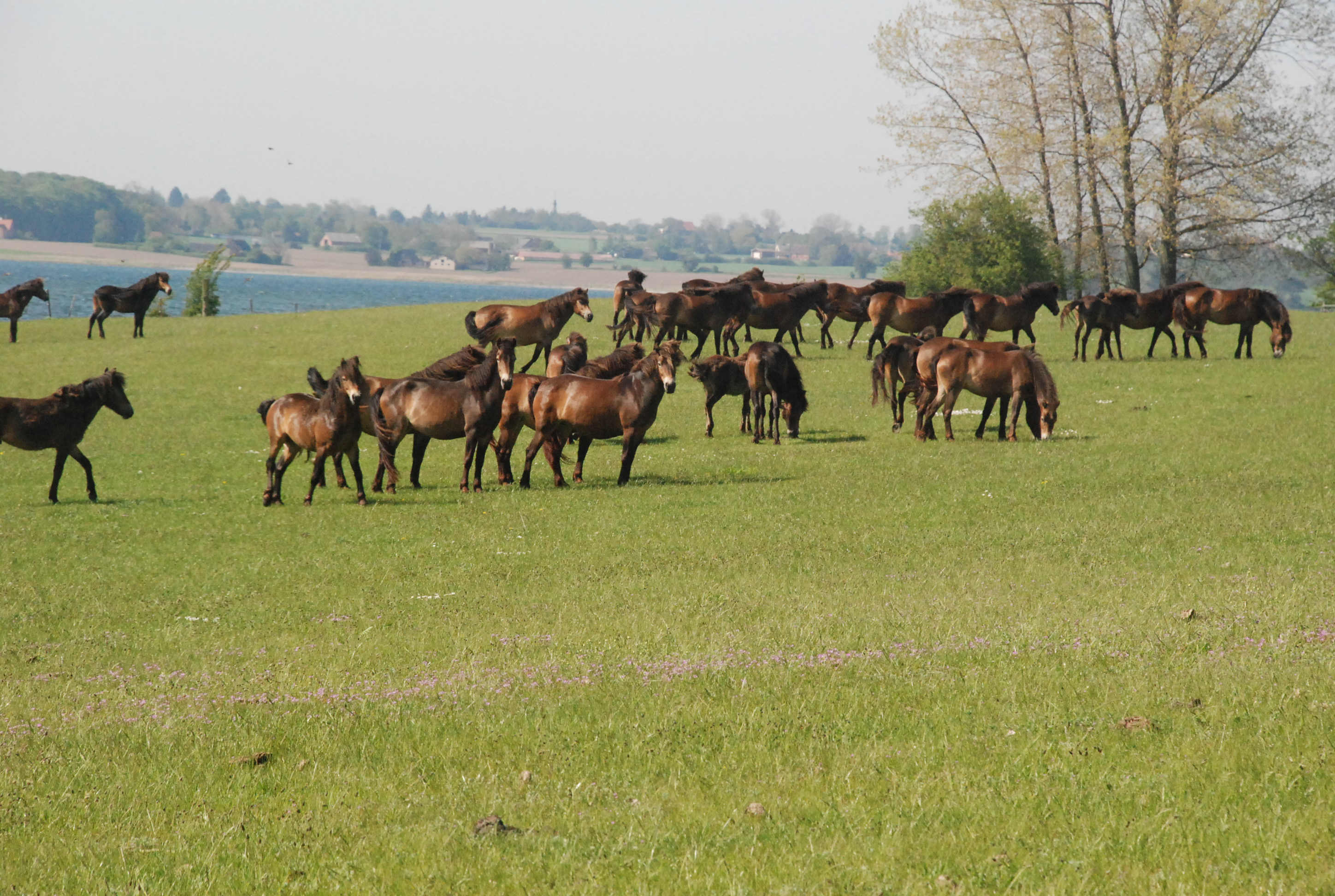
Pferde auf Tærø

Die Grundbesitzer besaßen das Land nicht, sondern waren Pächter von J. C. Apel, der auf der Insel die Jesminde-Farm betrieb. 1875 gab es die Jesminde Farm und 10 Häuser mit insgesamt 52 Menschen. Im Jahr 1880 hat die Insel 64 Einwohner. 1890 ist die Zahl auf 38 Menschen gefallen. In den 1930er Jahren ging die drastisch zurück. Seit 1980 lag die Bevölkerung unter 10. 2007 war die Bevölkerung drei und seit 2014 ist die Insel unbewohnt.